# Весільна скриня
Весільна скриня — меблевий виріб для зберігання жіночого одягу та посагу, неодмінний атрибут української хати, як предмет матеріальної культури, мала усі ознаки сакрального предмету, будучи невід'ємною частиною весільного обряду.

## Призначення
Весільна скриня не лише зберігала майно нареченої — вона таїла в собі дівочі мрії про майбутнє, про шлюб. Скриня з її вмістом символізувала працьовитість молодої та її родини. За народними піснями парубок, захоплюючись дівчиною, порівнює її з панною, на що вона з гідністю відповідає: «А я не панна — я господиня, в мене полотен повна скриня». 
До скрині складали одяг, рушники, полотно — увесь посаг молодої, готувати який починали невдовзі після народження дівчинки. Вишивані сорочки, спідниці, корсетки, пояси, рушники, намиста — усе це мати спочатку зберігала в своїй скрині. А років з 15-ти дочці справляли власну. Посаг складався з двох частин: худоби і скрині. Худобу, певну суму грошей, клаптик землі виділяв батько, скриню дівчина готувала собі сама. Скриня містила постіль, рушники, одяг, а також стрічки й хустки, якими дівчина мала обдаровувати весільних гостей. Закінчували готувати посаг у передостанній день весілля. Під час весілля, після обряду пов'язування молодих звичайно в неділю після обіду, скриню з усім добром перевозили в дім нареченого. Скриню супроводжували брати й свахи, які дорогою показували посаг гостям і односельцям. Якщо посаг характеризував дівчину як старанну робітницю, її почет зустрічали хлібом-сіллю. А молодий мав сплатити нареченій віно — своєрідний викуп, вартість якого дорівнювала вартості посагу. У багатьох районах України відомий був заселий обряд «пересувин» і «викупу» скрині, пов'язаний з перевезенням її в дім свекрухи.

## Традиції виготовлення
Скрині передавалися з покоління в покоління по жіночій лінії, вони були сімейними реліквіями. Ось чому збереглися у доброму вигляді. А ще тому, що майстри володіли секретами обробки деревини й виготовлення та застосування фарб, основні кольори яких — зелений, червоний, синій та жовтий.
Упродовж ХІХ — першої половини ХХ ст. скринництво посідало особливе місце у системі виробництва меблів. Ремісників-столярів, що вготовляли скрині, називали скринниками. Скрині виготовлялися з явору, дубу, ялини, сосни, груші, в Карпатах нерідко використовували бук. Робили скриню із дерев'яних дощок. Зовні вона нагадувала великий ящик із плоскою чи злегка випуклою кришкою, що завжди замикався на ключ. Із обох боків скрині для зручності її транспортування робили залізні ковані ручки. Скриня мала плоске, іноді з додатковими ніжками дно, зверху її зазвичай вкривали тканим килимом чи рядном. Часом форма та розміри скрині дозволяли використовувати її як стіл або ліжко.
Найбільш поширеними в Україні були мальовані скрині. Вони прикрашалися переважно рослинним орнаментом, в основі якого лежать квіти різних форм та розмірів, стилізовані або наближені до натури, червоні та рожеві яблука тощо. Квіти здебільшого в букетах або вазонках, зрідка були розміщені вільно по всій площі. Найбільш старанно розписували передню стінку скрині, потім — бічні, рідше — віко. Іноді передню стінку й віко розділяли на кілька «вікон». Металевими смугами або спеціально намальованими рамками, в яких розміщували окремі букети. Про мальовану скриню в народі казали: «Аж очі вбирає». За орнаментацією скрині можна дізнатися, де вона була виготовлена. На Галичині і Гуцульщині використовували, як правило, геометричні орнаменти, в центральних і лівобережних областях України, а також на Волині і Поділлі — рослинний.
У південних районах Полісся побутували також скрині, оковані металом. Як і фарбовані куфри, вони з'явилися тут значно пізніше, і тому не набули оригінальних і самобутніх форм.

## У народній творчості
|  | Скрине ж моя мальована! Да не рік, не два пряла, Да не зимоньку ткала, Да не літо білила, Весь рід обдарила. |

|  | А я панна — я господиня, В мене полотен повная скриня. |

|  | Ой зятю, зятю хороший Не віддамо скрині без грошей! |

|  | Відчини, мати, ліску Везем тобі невістку, З волами, з коровами Ще й з чорними бровами, Мальована скриня, Сама господиня. |